# Tiutiunnîkî (Mizeakivski Hutorî), Vinnîțea
Tiutiunnîkî (în ucraineană Тютюнники) este un sat în comuna Mizeakivski Hutorî din raionul Vinnîțea, regiunea Vinnița, Ucraina.

## Demografie
Componența lingvistică a localității Tiutiunnîkî
     Ucraineană (98,94%)
     Rusă (1,06%)
Conform recensământului din 2001, majoritatea populației localității Tiutiunnîkî era vorbitoare de ucraineană (98,94%), existând în minoritate și vorbitori de rusă (1,06%).